# Песенная форма
Песенная форма (нем. Liedform) в теории музыки — тип формальной структуры, в основе которой лежит стиховая метрика (строки, строфы), общая со «строфикой» танцевальной музыки.

## Краткая характеристика
Понятие песенной формы было введено Адольфом Бернгардом Марксом в 1839 году и получило с тех пор большое распространение в немецкой музыкальной науке. В русской науке учение о песенных формах Маркса воспринял и развил Ю.Н. Холопов. 
Термин «песенная форма» надо понимать как эстетическую, а не (только) как жанровую характеристику. По Дальхаузу, истоки песенной формы следует искать не в песне как таковой, а скорее в танцевальных формах музыки XVI—XVII веков.
В современной немецкой «школьной» теории музыки выделяются три главных вида песенной формы: простая песня (einfache Liedform), двухчастная песня (zweiteilige / zweisätzige Liedform), трёхчастная песня (dreiteilige / dreisätzige Liedform), при этом в современном немецком литературоведении термина Liedform нет.
Начиная с 1978 года теорию Маркса внедрял в России и своеобразно интерпретировал Ю.Н.Холопов — в русле необходимой, по его мнению, отмены «невнятного» советского курса «Анализ музыкальных произведений» и возвращения в русскую учебную практику старой и строгой дисциплины «Музыкальная форма». Наиболее характерные черты песенной формы по Холопову — «симметрично метризованный ритм ячеек-стоп» (критерий музыкального ритма), «симметрия рифм-каденций» (критерий гармонии) и «сплочение в блоки-строфы» (критерий формы-конструкции). К песенным формам Холопов относил (1) простую песню (двух- и трёхчастную), (2) куплетную песню, (3) сложную песню (нем. zusammengesetztes Lied) и (4) сквозную песню (нем. durchkomponiertes Lied).
Теория песенных форм не универсальна. Она отчасти подходит к музыке барокко (например, форма бар лютеранского хорала), лучше всего — к Венской классике, в большой степени — к музыке эпохи романтизма (т.е. «общепринятая музыка», англ. common practice music). По отношению к так называемой старинной музыке и к авангарду XX—XXI веков приложимость этой формальной концепции дискутируется. Например, она приложима к твёрдым текстомузыкальным формам Средних веков, но не используется по отношению к григорианским секвенциям и гимнам (которые по формальным признакам должны быть категоризированы как «песни»).